# Microtus brecciensis
Espèce
Synonymes
- † Microtus brecciensis mediterraneus Chaline, 1967
- † Microtus mediterraneus Chaline, 1967

Microtus brecciensis est une espèce fossile de rongeurs de la famille des Cricetidae.

## Distribution et époque
Ce campagnol a été découvert en Espagne, en France, en Italie et au Portugal. Il vivait à l'époque du Pléistocène.

## Taxinomie
Cette espèce a été décrite pour la première fois en 1905 par le paléontologue suisse Charles Immanuel Forsyth Major (1843-1923). Elle a porté les noms de Microtus brecciensis mediterraneus et Microtus mediterraneus. Ce rongeur est peut-être l'ancêtre du campagnol de Cabrera (Microtus cabrerae).